# Грузини в Польщі
Грузини в Польщі (груз. ქართველები პოლონეთში, латиніз.: tr) утворюють невелику спільноту, хоча їх присутність засвідчена з раннього сучасного періоду.

## Історія
Документально підтверджені зв'язки між Грузією та Польщею сягають XV століття, коли грузин (картлієць) Костянтин I відправив дипломатичну місію до польського короля Олександра Ягеллончика. Пізніше король Речі Посполитої Ян III Собеський намагався налагодити контакти з Грузією. Багато грузинів брали участь у військових кампаніях під проводом Польщі в XVII столітті. Богдан Гурдзецький, грузин, який був найбільшим авторитетом у всьому перському, працюючи на дипломатичній службі короля Речі Посполитої, здійснював часті дипломатичні поїздки до Персії, під час яких він, між іншим, отримав гарантії збереження попередніх привілеїв для місіонерів. Уже під час правління короля Яна Казимира він відправляв місії до Ісфагану, і король Ян III Собеський подібним чином скористався талантом Гурдзецького (у 1668, 1671, 1676—1678, у 1682—1684 та 1687 роках). Гурдзецький кілька років залишався при дворі шаха в якості спеціального резидента і представника річпосполитського короля; саме він передав шаху Сулейману звістку про перемогу християнських військ під Віднем (1683 р.).
Наприкінці XVIII століття Річ Посполита втратила свою незалежність у ході поділів Речі Посполитої, а її територія була анексована Пруссією (пізніше Німеччиною), Росією та Австрією, тоді як Грузія була анексована Росією в ХІХ столітті. У 1832 році росіяни розкрили змову про незалежність Грузії, а потім депортували деяких її учасників до російської Польщі, зокрема Георгія Еріставі, грузинського поета і драматурга, який під час свого заслання вивчив польську мову, а згодом переклав вірші польського національного поета Адама Міцкевича на грузинську мову. У 1863 році Петре Накашидзе, майбутній грузинський викладач і активіст, був очевидцем польського січневого повстання. Його розповіді почала публікувати грузинська преса, але після виходу першої частини втрутилася російська цензура, яка припинила публікацію наступних частин. Комендантом Демблінської та Варшавської фортець був Іване Казбеґі, який пізніше оселився у відновленій Польській республіці в міжвоєнний період і приєднався до Війська Польського. Молоді грузини приїжджали на навчання до Варшави, де шукали натхнення та прикладів для своєї національно-визвольної діяльності. У Варшаві грузинські студенти заснували Лігу визволення Грузії, яку розкрили росіяни, а її членів заарештували, включно з майбутнім письменником Шіо Арагвіспірелі. Майбутній лідер незалежної Грузії, а потім грузинського уряду у вигнанні Ное Жорданія навчався у Ветеринарному інституті у Варшаві.
Кілька грузинських політиків, інтелектуалів і військових виїхали з Грузії до Польщі після того, як радянські війська вторглися в Грузинську Демократичну Республіку (ГДР) у лютому 1921 року, перебравши уряд і заснувавши в березні Грузинську Радянську Соціалістичну Республіку. Хоча грузинська громада Польщі була не дуже чисельною та складалася з кількох сотень членів, вона була дуже активною політично та культурно. Однак найкраще відомі грузинські військові, які служили в польських лавах з початку 1920-х років до кінця Другої світової війни.

### Грузинський прометеїзм
Активні дипломатичні контакти між недовгою ГДР і Польщею були частиною відомої політичної концепції Юзефа Пілсудського, відомої як прометеїзм Його метою було значно зменшити могутність Російської імперії, а згодом і Радянського Союзу, підтримуючи національні рухи за незалежність основних неросійських народів, які жили в межах Росії чи Радянського Союзу.
Грузинські прометеївські групи були одними з найактивніших. Це не залишили без уваги більшовики, які в 1930 році організували вбивство видатного грузинського політичного лідера та головного пропагандиста прометеїзму Ноя Рамішвілі.
Польсько-радянський договір про взаємний ненапад 1932 року прискорив крах прометеївського руху, хоча грузини продовжували свою діяльність у різних культурних і громадських організаціях. Найважливішим був Комітет Грузії, заснований ще в 1921 році кількома грузинськими інтелектуалами на чолі з Серго Курулашвілі. Вони мали тісні контакти з осередками грузинської політичної еміграції в Європі, насамперед у Парижі. Комітет організовував різні зустрічі та громадські заходи, надавав матеріальну підтримку грузинським емігрантам. Він також видавав власні видання «ProGeorgia» (1922) і «Propartia» (1923). З 1923 по 1924 рік Курулашвілі також керував журналом Schlos Wschodu, що стосувався грузинських проблем. Грузини організували також Союз грузинських студентів і Польсько-грузинське товариство на чолі з князем Павлом Туманішвілі. Однак діяльність цих організацій була обмежена через фінансові труднощі.

### Грузини на польській військовій службі
Одразу після падіння ГДР Ное Жорданія, голова грузинського уряду у вигнанні, звернувся до дружніх країн, зокрема Франції, Греції та Польщі, з проханням допомогти у збереженні професійних військових кадрів. Уряд Польщі негайно відреагував, і з 1922 по 1924 роки до польських військових шкіл були прийняті сотні грузинських юнкерів і офіцерів, рекомендованих урядом Жорданії. Кілька професійних офіцерів колишньої ГДР відвідували курси військової підготовки в осередках польського війська. Незважаючи на те, що вони не були зобов'язані це робити, практично всі вони згодом були зараховані до польської армії контрактниками. У наступне десятиліття загальна чисельність військовослужбовців Грузії досягла 1000 осіб.
На початку Другої світової війни більшість грузинських офіцерів брали участь в оборонній війні 1939 року, а деякі з них командували власними полками, що складалися з польських солдатів. Найвідомішими офіцерами були:
Закарія Бакрадзе, дивізійний генерал, заступник командира польської 15-ї піхотної дивізії. Олександр Чхеїдзе, бригадний генерал, заступник командира польської 16-ї піхотної дивізії. Іване Казбеґі, бригадний генерал. Олександре Коніашвілі, бригадний генерал. Кириле Кутателадзе, бригадний генерал. Олександре Закаріадзе, бригадний генерал. Віктор Ломідзе, командир ORP «Гриф». Єжи Туманішвілі, капітан військового флоту, нагороджений Virtuti Militari. Валеріан Тевзадзе, підпулковник, командувач північним сектором польської оборони під час облоги Варшави. Михайло Кваліашвілі, майор, командир кавалерійського батальйону 15-го уланського полку.
Кілька грузинських офіцерів потрапили в полон радянськими військами під час кампанії 1939 року. Генерал Чхеідзе, майор Мамаладзе, капітан Схіртладзе та капітан Русіашвілі були вбиті під час сумнозвісної Катинського розстрілу з 1940 по 1941 рік. Багато інших провели кілька років у таборах ГУЛАГу.

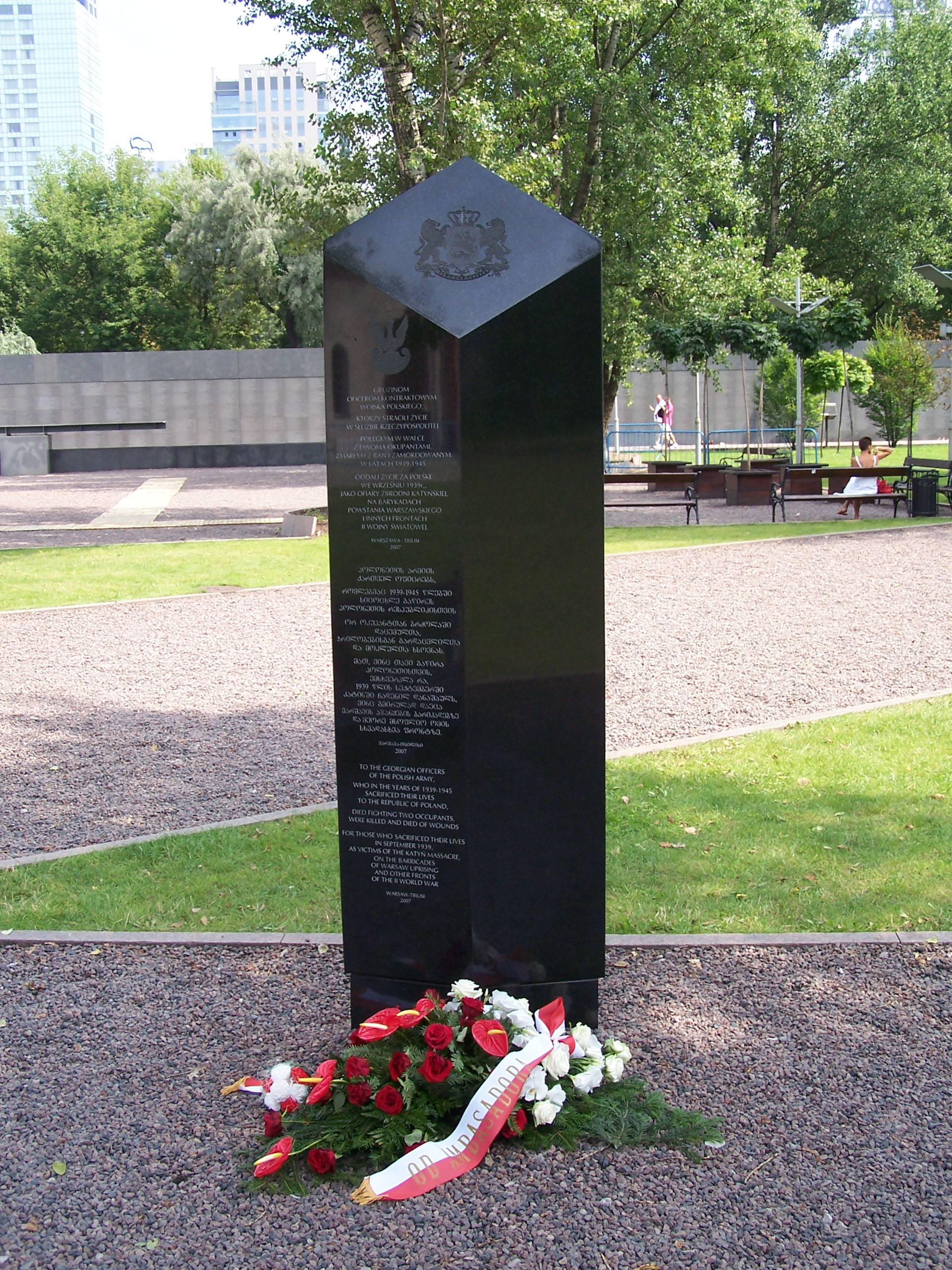
Меморіал грузинським офіцерам Війська Польського, які віддали своє життя за Польщу, у Музеї Варшавського повстання

Під час окупації Польщі німці реорганізували Комітет Грузії у Варшаві та поставили його під свій жорсткий контроль. Окупаційна адміністрація спонукала грузинських вояків на польській службі вступати до Грузинського легіону вермахту. Деякі з них відгукнулися на прохання нацистів, але згодом приєдналися до польського руху опору.
Грузинський православний священик і професор Варшавського університету Грігол Перадзе був убитий 6 грудня 1942 року в нацистському концтаборі Аушвіц (Освенцим). Він взяв на себе провину за вбивство німецького офіцера, щоб пощадити своїх співв'язнів, або, згідно з іншиого звіту, він увійшов до газової камери на місці єврейського в'язня, який мав велику родину.
Американець Джон Малчейз Девід Шалікашвілі, генерал армії Сполучених Штатів, який обіймав посаду голови Об'єднаного комітету начальників штабів з 1993 по 1997 рік, народився у Варшаві, Польща, де його батько Дмитро Шалікашвілі служив в польській армії.
Після війни більшість грузинів або виїхали до Західної Європи, або були депортовані до радянських таборів, хоча деякі з них (наприклад, генерал Валеріан Тевзадзе) залишалися в польському антикомуністичному підпіллі протягом кількох десятиліть.

## Сучасна діаспора
За переписом населення Польщі 2011 року 536 осіб задекларували грузинську національність, з них 470 мешкали в містах і лише 66 у сільській місцевості. З моменту запровадження безвізу в 2017 році спостерігається зростання еміграції з Грузії до Польщі, переважно на роботу. У 2021 році кількість громадян Грузії з дійсними посвідками на проживання в Польщі перевищила 10 тис.

## Відомі люди

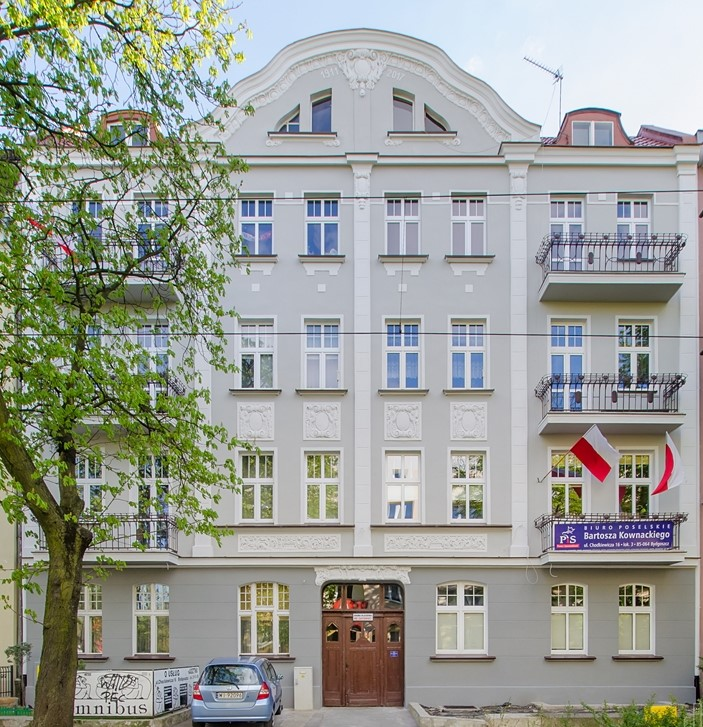
Будинок Закарії Бакрадзе в Бидгощі

- Богдан Гурдзецький (помер 1700), річпосполитський дипломат грузинського походження
- Георгій Еріставі (1813—1864), драматург, поет, журналіст, перекладач
- Іване Казбеґі (1860—1943), військовий офіцер
- Шио Арагвіспірелі (1867—1926), письменник
- Ное Жорданія (1868—1953), грузинський політик; навчався у Варшаві
- Закарія Бакрадзе (1868—1938), військовий офіцер
- Олександр Чхеїдзе (1878—1940), військовий офіцер, жертва репресія Радянського Союзу
- Валеріан Тевзадзе (1894—1985), військовий офіцер, учасник польського руху опору в Другій світовій війні.
- Грігол Перадзе (1899—1942), церковний діяч, філолог, теолог, історик, жертва нацистської Німеччини
- Віктор Ломідзе (1900—1956), військовий офіцер
- Єжи Туманішвілі (1916—2010), флотоводець